# Crocidura arabica
Crocidura arabica är en däggdjursart som beskrevs av Rainer Hutterer och Harrison 1988. Crocidura arabica ingår i släktet Crocidura, och familjen näbbmöss. IUCN kategoriserar arten globalt som livskraftig. Inga underarter finns listade i Catalogue of Life.
Denna näbbmus förekommer vid södra Arabiska halvön. Den vistas i låglandet vid kusten.